# Syzygium palauense
Syzygium palauense är en myrtenväxtart som först beskrevs av Ryozo Kanehira, och fick sitt nu gällande namn av Takahide Hosokawa. Syzygium palauense ingår i släktet Syzygium och familjen myrtenväxter. Inga underarter finns listade i Catalogue of Life.